# Починок (Кологривский район)
Починок — деревня в Кологривском муниципальном округе Костромской области.

## География
Находится в северной части Костромской области на расстоянии приблизительно 2 км на юг-юго-запад по прямой от города Кологрив, административного центра округа на правобережье реки Унжа.

## История
В 1872 году здесь было учтено 3 двора До 2018 года входила в состав Суховерковского сельского поселения, с 2018 до 2021 год в Городское поселение город Кологрив до его упразднения.

## Население
Постоянное население составляло 20 человек (1872 год), 26 в 2002 году (русские 88 %), 4 в 2022.